# Matrix Resurrections
Matrix Resurrections (The Matrix Resurrections) è un film del 2021 co-scritto e diretto da Lana Wachowski.
Quarto capitolo della serie Matrix, vede il ritorno di Keanu Reeves, Carrie-Anne Moss, Jada Pinkett Smith, Lambert Wilson e Daniel Bernhardt nei loro rispettivi ruoli, mentre tra i nuovi membri del cast figurano Yahya Abdul-Mateen II, Jessica Henwick, Jonathan Groff, Neil Patrick Harris, Priyanka Chopra e Christina Ricci.

## Trama
Thomas Anderson è uno sviluppatore di videogiochi di successo, creatore della serie di videogiochi Matrix basata sui suoi deboli e traumatici ricordi come Neo. In una caffetteria locale, Anderson continua a incrociare le strade con Tiffany, una madre sposata senza alcun ricordo del suo passato, su cui Anderson ha basato Trinity, un personaggio del suo gioco. Anderson lotta a volte per separare la realtà percepita dai ricordi e dai sogni. Il suo terapeuta per sopprimere questi episodi di "allucinazione" gli prescrive delle pillole blu, che lui però smette di prendere.
Anderson gestisce una simulazione chiamata modale, una sandbox di programmazione creata per sviluppare i personaggi del gioco. Una giovane donna di nome Bugs viene a sapere che il modale sta eseguendo un vecchio codice in un loop, raffigurante il momento in cui Trinity trova Neo all'interno di Matrix. Bugs scopre un programma che incarna Morpheus, e aiuta a liberarlo prima che il socio in affari di Anderson, Smith, possa cancellare il modale. Dopo aver scoperto la sua posizione, Bugs e Morpheus estraggono Anderson da Matrix e apprendono che Smith è in realtà una nuova versione dell'agente Smith. Infatti Neo e Smith sono collegati tra loro se uno dei due torna in vita l'altro risorge a sua volta.
Neo si risveglia in una capsula e nota Trinity confinata in un'altra nelle vicinanze, mentre le macchine inviate da Bugs lo recuperano e lo trasportano sulla nave di Bugs, la Mnemosyne, e nel nuovo bastione umano, Io, successione di Zion. Lì, si riunisce con Niobe, che gli spiega che nel mondo reale sono passati sessant'anni dalla Guerra delle Macchine, la quale lo porta davanti la statua eretta in memoria di Morpheus, raccontandogli le sorti di Zion. I sopravvissuti umani si sono alleati con le macchine che hanno disertato, i Syntosenzienti, per unirsi alla società umana. Infatti, poco dopo che Neo portò la pace con la sconfitta dell'agente Smith, molte macchine compresero il suo messaggio di libertà, decidendo infine di essere libere dal loro stesso sistema. Altre macchine, invece, volevano restare sotto il vecchio controllo e farsi comandare. Ciò causò un conflitto fra le macchine stesse, ed esse iniziarono una guerra nella loro stessa città per chi voleva essere libero e per chi invece desiderava restare sotto il controllo del sistema. Molte macchine in seguito disertarono e si unirono agli umani nella loro lotta per la liberazione e infine la conquista della superficie. Sebbene Neo voglia salvare Trinity, Niobe per paura che Neo possa scatenare un nuovo conflitto con la liberazione di Trinity, si oppone e lo rinchiude. Bugs e i suoi compagni disobbediscono a Niobe per aiutare Neo a liberare Trinity.
Dopo essere entrati in Matrix, vengono bruscamente affrontati da Smith e da altri programmi esuli sopravvissuti all'epurazione (avviata dalle Macchine per punire e cancellare vari programmi ribelli, come l'Oracolo), tra i quali il Merovingio, ormai decaduto e imbarbarito, che vogliono riportare Matrix alla sua forma precedente. Smith, tuttavia, è riuscito a superare il suo odio per Neo e stavolta non vuole un conflitto con lui, essendo desideroso di vendetta verso l'Analista che lo aveva sottomesso al suo volere, perciò chiede al rivale di lasciargli regolare i conti con l'Analista, cosa che Neo accetta, tuttavia Smith gli impone anche di non andare a cercare Trinity perché ciò potrebbe essere un problema ai suoi piani di vendetta. Neo rifiuta, scatenando l'ennesima battaglia con Smith. Nel combattimento che segue, Neo riesce a sconfiggere Smith, mentre le sue abilità ritornano gradualmente.
Il gruppo parte e riesce a localizzare Tiffany ma, prima che Neo possa parlarle, il suo terapeuta appare e lo immobilizza manipolando il tempo grazie al suo gatto di nome Deja-Vù, anch'esso un programma exploit in grado di modificare il codice di Matrix. Egli rivela quindi la sua identità di Analista, un programma progettato per studiare la psiche umana che ha soppiantato l'Architetto nella gestione di Matrix.
Spiega che dopo la morte di Neo e Trinity è stato in grado di resuscitarli per studiarli, così facendo ha scoperto che sopprimendo i loro ricordi, ma tenendoli vicini, è stato in grado di produrre una Matrix molto più efficiente della versione precedente, che produce più energia per le macchine e resistente alle anomalie che hanno causato il fallimento delle precedenti iterazioni. La liberazione di Neo ha destabilizzato il sistema e minacciato un riavvio di Matrix, secondo l'Analista, che ha guadagnato tempo dai suoi superiori. La teoria è che più gli umani intrappolati in Matrix vengono stressati fisicamente ma soprattutto emotivamente, più il loro output di energia aumenta, di fatto trasformando Matrix in una surrettizia tortura costante.
Questo ambiente è manipolato e mantenuto tale sia dagli eventi mondiali imprevedibili (in alcune scene si notano alcuni personaggi indossanti mascherine, un'allusione alla pandemia di COVID-19) come le versioni precedenti di Matrix, ma questa volta l'Analista ha potenziato enormemente l'utilizzo dei cosiddetti Bot, ossia dei programmi artificiali che si manifestano in tutto e per tutto come delle normali persone in Matrix, che però agiscono per demoralizzare gli umani in modo da aumentare il loro output energetico. L'Analista è convinto che Neo sarebbe tornato volontariamente nella sua capsula per evitare di mettere in pericolo la vita di Trinity.
Neo e Bugs escono forzatamente da Matrix quando un'altra nave inviata da Niobe riporta la Mnemosyne a Io. Niobe porta Neo da Sati, un programma esule che ha precedentemente incontrato, i cui genitori sono stati uccisi dalle macchine. In cerca di vendetta, Sati aiuta ad escogitare un piano per liberare Trinity. Tornato in Matrix, Neo fa un accordo con l'Analista: se non riuscirà a convincere Trinity a ricordare il suo passato e a lasciare volontariamente Matrix, accetterà di tornare nella sua capsula. L'Analista accetta. Mentre Neo cerca di convincere Tiffany che fa parte di Matrix, la sua famiglia appare, invitandola a rimanere. Lei inizialmente cede, ma poco dopo li rifiuta, ricordando la sua vera identità di Trinity. Mentre l'Analista tenta di ucciderla, Smith interviene cercando vendetta per la sua stessa prigionia, il che dà a Neo, Trinity e gli altri il tempo di fuggire. Essendo gli ultimi ad essere estratti, Neo e Trinity vengono messi all'angolo in cima ad un grattacielo. Tenendosi per mano, saltano giù sperando che Neo sia in grado di sfruttare la sua capacità di volare, ma è invece Trinity ad ottenere l'abilità, portandoli in salvo.
Con il ritrovato controllo di Trinity su Matrix, entrambi tornano ad affrontare l'Analista, che ora assume una posizione sottomessa. Lo ringraziano sarcasticamente per un nuovo inizio, che intendono usare per rifare Matrix come meglio credono, per poi spiccare il volo insieme, ora che anche Neo ha infine recuperato quest'abilità.
Nella scena dopo i titoli di coda, alcuni ragazzi programmano di fare una serie di video con dei gattini dal titolo "Catrix".

## Produzione

### Sviluppo
Dopo aver terminato la trilogia, le Wachowski espressero la volontà di non proseguire con ulteriori film, ma che la storia sarebbe continuata con il videogioco The Matrix Online. Infatti inizialmente per Lilly, l'idea di riprendere la saga con un nuovo capitolo, era un'idea ben lontana dall'essere realizzata. Mentre Lana affermò di non saperne nulla ma era convinta che Warner Bros. stesse cercando di sostituirle per realizzare un reboot della saga. Infatti, nel marzo 2017, The Hollywood Reporter riportò che la Warner Bros. era nelle prime fasi dello sviluppo di un rilancio del franchise, con Zak Penn come sceneggiatore e Michael B. Jordan come protagonista nei panni di un giovane Morpheus. Nel marzo 2018, Penn disse che stava lavorando a un revival del franchise, stuzzicando i fan sulla possibilità di un universo espanso.

### Pre-produzione
Il film fu annunciato ufficialmente dalla Warner Bros. il 20 agosto 2019 con Lana Wachowski come regista, senza la sorella Lilly, con Keanu Reeves e Carrie-Anne Moss che riprendevano i loro storici ruoli. La sceneggiatura è stata scritta da Lana Wachowski, David Mitchell e Aleksandar Hemon, con cui la regista aveva già collaborato precedentemente per lo sviluppo della serie Sense8. Lilly non è stata coinvolta nello sviluppo di questo quarto capitolo a causa di impegni con la serie Work in Progress, dell'emittente Showtime. Oltre a questo, Lilly ha affermato di aver bisogno di tempo per elaborare il lutto dei suoi genitori. Hugo Weaving, che ha interpretato l'Agente Smith, villain principale della trilogia, aveva manifestato interesse nel ritornare ad interpretare il personaggio, come Keanu Reeves, solo se le Wachowski fossero state coinvolte. Originariamente venne contattato ma, a causa di problemi con un progetto teatrale, dovette rifiutare in seguito a varie trattative con la regista.

### Riprese
Le riprese del film sono cominciate il 4 febbraio 2020 a San Francisco, sotto il nome in codice "Project Ice Cream". In seguito si sono spostate presso i Babelsberg Studio in Germania e a Chicago.
Il 16 marzo 2020, la produzione del film è stata interrotta a causa della pandemia di COVID-19. La produzione è stata ripresa il 16 agosto 2020 ed è finita l'11 novembre 2020.

## Colonna sonora
Il 7 settembre, la Warner Bros. ha confermato che Johnny Klimek e Tom Tykwer avrebbero composto le musiche del film. Nel film viene utilizzato anche la canzone dei Jefferson Airplane  intitolata White Rabbit del 1967 tratto dal loro album Surrealistic Pillow.

## Distribuzione
L'anteprima assoluta del film si è tenuta a Toronto il 16 dicembre, mentre quella statunitense a San Francisco il 18 dicembre 2021, per poi essere distribuito regolarmente nelle sale il 22 dicembre 2021. È uscito nelle sale cinematografiche italiane il 1º gennaio 2022.

### Divieti
Come confermato dalla MPAA, negli USA il film ha ricevuto un Rated-R, ovvero vietato ai minori di 17 anni per “violenza e linguaggio”.

### Edizione italiana
La direzione del doppiaggio e i dialoghi italiani sono curati da Carlo Cosolo per conto della Laser Digital Film che si è occupata anche della sonorizzazione.

## Accoglienza

### Incassi
The Matrix Resurrections, a fronte di un budget di produzione di 190000000 $, ha incassato 37686805 $ in Nord America e 119700000 $ nel resto del mondo, per un totale di 157386805 $, divenendo il film con meno incassi della saga.
La Village Roadshow, proprietaria del franchise, ha citato in giudizio la Warner Bros. per il flop del film, attribuendo l'esiguo incasso alla distribuzione della pellicola presso la piattaforma streaming HBO Max.

### Critica
Il sito aggregatore di recensioni Rotten Tomatoes ha riportato un indice di gradimento del 63% basato su 360 recensioni, con un voto medio di 6,2/10. Il consenso della critica del sito recita: "Nonostante manchi della stimolante originalità della Trilogia, Matrix Resurrections reinterpreta il mondo del franchise con spirito, cuore ed un colpo d'occhio aggiornato." Su Metacritic, il film ha un punteggio medio ponderato di 63/100, basato su 57 critici, che indica "recensioni generalmente favorevoli", mentre quello del pubblico è di 3,9/10. Su IMDb ha un voto medio di 5,7/10.

## Riconoscimenti
- 2022 – Premio BAFTA[20]
  - Candidatura per i Migliori effetti speciali a Tom Debenham, Huw J Evans, Dan Glass e J. D. Schwalm
- 2022 – Critics' Choice Awards[21]
  - Candidatura per i Migliori effetti visivi
- 2022 - Screen Actors Guild Award[22]
  - Candidatura per le Migliori controfigure cinematografiche